# Tréméoc
Tréméoc (bret. Tremeog) – miejscowość i gmina we Francji, w regionie Bretania, w departamencie Finistère.
Według danych na rok 1990 gminę zamieszkiwało 729 osób, a gęstość zaludnienia wynosiła 63 osoby/km² (wśród 1269 gmin Bretanii Tréméoc plasuje się na 705. miejscu pod względem liczby ludności, natomiast pod względem powierzchni na miejscu 783.).